# 椎田十三
椎田 十三（しいだ じゅうぞう）は日本のライトノベル作家。

## 来歴
2014年に新人作家の登竜門として知られる第21回電撃小説大賞で銀賞を受賞してライトノベル作家としてデビューした。

## 作品

### 小説
- いでおろーぐ!（イラスト：憂姫はぐれ、電撃文庫、全7巻）